# Huset fullt med pengar
Huset fullt med pengar var ett tävlingsprogram som sändes på TV4 i samband med Svenska Postkodlotteriet mellan 1 juli och 12 augusti 2016 med programtiden 19:30 på fredagar. Rickard Sjöberg och Sandra Dahlberg var programledare respektive bisittare.
I varje avsnitt deltog en tävlande familj med deras låsta hus, och för att kunna låsa upp huset fick deras grannfamilj delta i en tävling för att erövra nycklar till huset. Den tävlande familjen skulle sedan på tre minuter leta efter 100 000 kronor i kontanter och diverse guldkuvert med resepresentkort gömda i huset.
Utöver tävlingen delades även ut vinstpengar inom Svenska Postkodlotteriet runt om i landet.

## Tittarsiffror
| Avsnitt | Datum           | TV-tittare |
| ------- | --------------- | ---------- |
| 1       | 1 juli 2016     | 364 000    |
| 2       | 8 juli 2016     | 274 000    |
| 3       | 15 juli 2016    | 281 000    |
| 4       | 22 juli 2016    | 166 000    |
| 5       | 29 juli 2016    | 205 000    |
| 6       | 5 augusti 2016  | 182 000    |
| 7       | 12 augusti 2016 | 165 000    |

Källa: MMS

## Källhänvisningar
1. ↑  ”Huset fullt med pengar”. Svenska Postkodlotteriet. Arkiverad från originalet den 22 augusti 2016. https://web.archive.org/web/20160822015444/https://www.postkodlotteriet.se/Lotteriet/Vara-tvprogram/Huset-fullt-med-pengar.htm. Läst 27 juli 2016.
2. ↑  ”Nytt lekprogram med Rickard Sjöberg”. Sydsvenskan. http://www.sydsvenskan.se/2016-06-13/nytt-lekprogram-med-rickard-sjoberg. Läst 28 juli 2016.
3. ↑  ”Mediamätning i Skandinavien”. Arkiverad från originalet den 21 februari 2016. https://web.archive.org/web/20160221070857/http://hottoptv.mms.se/.